# Montmajor
Montmajor – gmina w Hiszpanii, w prowincji Barcelona, w Katalonii, o powierzchni 76,03 km². W 2011 roku gmina liczyła 473 mieszkańców.